# Paraleuctra cervicornis
Paraleuctra cervicornis is een steenvlieg uit de familie naaldsteenvliegen (Leuctridae). De wetenschappelijke naam van de soort is voor het eerst geldig gepubliceerd in 2012 door Du & Qian.